# Greimerath (Eifel)
Greimerath település Németországban, Rajna-vidék-Pfalz tartományban. Lakosainak száma 282 fő (2023. december 31.).

## Népesség
A település népességének változása:
| Lakosok száma | 197  | 223  | 233  | 258  | 269  | 282  |
|               | 1975 | 2017 | 2019 | 2021 | 2022 | 2023 |